# Vlag van Schoonrewoerd

Vlag van de gemeente Schoonrewoerd
(1969-1986)

De vlag van Schoonrewoerd is op 16 mei 1969 bij raadsbesluit vastgesteld als de gemeentevlag van de Zuid-Hollandse gemeente Schoonrewoerd. De vlag kan als volgt worden beschreven:
Twee banen rood en geel, met een lengteverhouding 1:2, de scheiding ten minste viermaal gekanteeld, met over het geheel een blauwe baan van 1/9 van de vlaghoogte, beladen met een gele kroon van vijf bladeren.
Het ontwerp is van J.F. van Heyningen, in overleg met de Stichting voor Banistiek en Heraldiek. Een vlag met hetzelfde beeld als het gemeentewapen was reeds lange tijd in gebruik door de buurgemeente Leerdam, dus moest er een nieuw ontwerp worden gemaakt. De kleuren rood en geel in de vlag zijn ontleend aan het gemeentewapen. Het gekanteelde patroon is afgeleid van het wapen van de familie Van Arkel, die in deze omgeving meerdere bezittingen had. De rode banen in het wapen stellen stormladders voor. De Stichting voor Banistiek en Heraldiek heeft de blauwe baan toegevoegd die de "Huibert" voorstelt: een gedempte boezem die dateert van de Middeleeuwen en die door het dorpscentrum van Schoonrewoerd liep. De vijfbladige kroon symboliseert de "Vijf Heeren".
In 1986 ging Schoonrewoerd samen met Kedichem op in Leerdam. De vlag kwam daardoor als gemeentevlag te vervallen. Op 1 januari 2019 is Leerdam opgegaan in de Utrechtse gemeente Vijfheerenlanden. 

## Verwante afbeeldingen

Het wapen van Schoonrewoerd
Het wapen van Kedichem
Het wapen van de familie Van Arkel en het Land van Arkel

Alkemade 
· Ameide 
· Ammerstol 
· Arkel 
· Asperen 
· Benthuizen 
· Bergambacht 
· Bergschenhoek 
· Berkel en Rodenrijs 
· Bernisse 
· Binnenmaas 
· Bleiswijk 
· Bleskensgraaf en Hofwegen
· Bodegraven 
· Boskoop
· Brielle 
· Cromstrijen 
· De Lier 
· Delfshaven 
· Dirksland 
· Everdingen 
· Geervliet 
· Giessenburg 
· Giessenlanden
· Goedereede 
· Goudswaard 
· Graafstroom 
· 's-Gravendeel 
· 's-Gravenzande 
· Groot-Ammers
· Hagestein 
· Haastrecht 
· Hazerswoude 
· Heenvliet 
· Heerjansdam 
· Hei- en Boeicop
· Heinenoord
· Hellevoetsluis 
· Hillegersberg
· Jacobswoude
· Kamerik
· Korendijk
· Koudekerk aan den Rijn
· Krimpen aan de Lek
· Langerak
· Leerdam
· Leidschendam
· Leimuiden
· Lexmond
· Liemeer
· Liesveld
· Maasland
· Middelharnis
· Mijnsheerenland
· Moerhuizen
· Moerkapelle
· Molenwaard
· Monster
· Moordrecht
· Naaldwijk
· Nederlek
· Nieuw-Beijerland
· Nieuwerkerk aan den IJssel
· Nieuw-Lekkerland
· Nieuwpoort
· Nieuwveen
· Noordwijkerhout
· Nootdorp
· Numansdorp
· Oostflakkee
· Oostvoorne
· Oud-Alblas
· Oud-Beijerland 
· Oude-Tonge 
· Oudenhoorn 
· Ouderkerk 
· Ouderkerk aan den IJssel
· Overschie
· Piershil 
· Pijnacker 
· Poortugaal 
· Puttershoek 
· Reeuwijk 
· Rhoon 
· Rijnsaterwoude 
· Rijnsburg 
· Rijnwoude 
· Rockanje 
· Rozenburg 
· Sassenheim 
· Schelluinen 
· Schipluiden 
· Schoonhoven 
· Schoonrewoerd 
· Sommelsdijk 
· Spijkenisse 
· Streefkerk 
· Strijen 
· Ter Aar 
· Valkenburg 
· Vianen 
· Vierpolders 
· Vlist 
· Voorburg 
· Voorhout 
· Warmond 
· Wateringen 
· Westmaas 
· Westvoorne 
· Woerden 
· Woubrugge 
· Zederik 
· Zevenhoven 
· Zevenhuizen 
· Zevenhuizen-Moerkapelle 
· Zuid-Beijerland 
· Zuidland 
· Zwammerdam 
· Zwartewaal